# Maihueniopsis grandiflora
Maihueniopsis grandiflora ist eine Pflanzenart in der Gattung Maihueniopsis aus der Familie der Kakteengewächse (Cactaceae). Das Artepitheton grandiflora leitet sich von den lateinischen Worten grandis für ‚groß‘ sowie -florus für ‚-blühend‘ ab.

## Beschreibung
Maihueniopsis grandiflora bildet große Polster von bis zu 50 Zentimeter Höhe und 2 Meter Durchmesser. Die großen schmal verlängerten bis eiförmigen, nicht gehöckerten Triebabschnitte sind bläulich graugrün und laufen spitz zu. Sie sind 6 bis 9 Zentimeter lang und weisen Durchmesser von 2 bis 2,5 Zentimeter auf. Nur aus den im oberen Teil der Triebabschnitte befindlichen großen, etwas weißfilzigen, eingesenkten Areolen entspringen Dornen. Die ein bis sechs ungleichen, stark nadeligen, spreizenden Mitteldornen sind bis zu 8 Zentimeter lang. Die ein bis zwei zurückgebogen Randdornen besitzen eine Länge von bis zu 1 Zentimeter.
Die goldgelben Blüten weisen eine Länge von bis zu 8,5 Zentimeter auf. Ihr Perikarpell ist am oberen Rand mit Dornen besetzt.

## Verbreitung und Systematik
Maihueniopsis grandiflora ist in der chilenischen Region Coquimbo verbreitet.
Die Erstbeschreibung erfolgte 1980 durch Friedrich Ritter.

## Nachweise